# パー＝グンナー・ジョンソン
パー＝グンナー・ジョンソン（スウェーデン語: Pär-Gunnar Jönsson、1963年8月6日 - ）は、スウェーデンの男子バドミントン選手。男子ダブルス元世界ランク1位。

## 経歴
男子ダブルスでは主にピーター・アクセルソンとペアを組み、混合ダブルスでは主にマリア・ベングソンとペアを組む。
1993年のインドネシア・オープン混合ダブルスでは、アリオノ・ミラナット / エリザ・ナタナエルを破って優勝。